# Юргенс Ігор Юрійович
Ігор Юрійович Юргенс (нар. 6 листопада 1952, місто Москва, тепер Російська Федерація) — радянський та російський діяч, секретар Загальної конфедерації професійних спілок СРСР, голова правління Інституту сучасного розвитку, президент Всеросійського союзу страховиків. Кандидат економічних наук (2001).

## Біографія
Батько — Юрій Теодорович Юргенс, з обрусілих прибалтійських німців, працював секретарем Азербайджанського республіканського ЦК профспілки нафтовиків та секретарем загальносоюзного ЦК профспілки нафтовиків. Дід Теодор Юргенс — фінансовий директор фірми «Нобель» з видобутку нафти в Баку. Мати — вчителька музики.
У 1969 році Ігор Юргенс вступив на економічний факультет Московського державного університету імені Ломоносова, який закінчив у 1974 році за спеціальністю «політична економія».
У 1974—1980 роках — секретар (референт, радник) міжнародного управління Всесоюзної центральної ради профспілок (ВЦРПС). Член КПРС.
У 1980—1985 роках — співробітник Управління міжнародних відносин (секретаріату департаменту зовнішніх зносин) ЮНЕСКО (Париж, Франція).
У 1985—1987 роках — консультант, у 1987—1990 роках — заступник завідувача, в 1990 році — завідувач міжнародного управління ВЦРПС.
Юргенс багато бував за кордоном, і, зокрема, відвідував Демократичну Республіку Афганістан, де під час бойових дій консультував афганські профспілки.
30 листопада 1990 — квітень 1992 року — секретар Загальної конфедерації професійних спілок СРСР.
У квітні 1992—1997 роках — 1-й заступник голови Загальної конфедерації профспілок (об'єднувала галузеві профцентри та профцентри СНД).
З 1992 року — член неурядової Ради із зовнішньої та оборонної політики Росії, з 1996 року — член Президії.
У жовтні 1994 року Ігор Юргенс, разом із Олександром Оболенським та Василем Липицьким, став співголовою міжрегіональної організації Соціал-демократичний союз (СДС, також фігурував в пресі як Російський соціал-демократичний союз, РСДС). На виборах до Державної думи РФ другого скликання, що відбулися грудні 1995 року, Юргенс балотувався під 11 номером федерального списку блоку «Профспілки та промисловці Росії — Союз праці» (у блок він делеговано рішенням з'їзду СДС). Блок «Профспілки та промисловці Росії — Союз праці» на виборах отримав 1,55 відсотка голосів виборців, і Юргенс не потрапив до парламенту. У квітні 1996 року на з'їзді СДС був реформований, а Юргенс подав прохання про відставку (у деяких біографіях згадується, що він вийшов із СДС раніше — в грудні 1995 року).
У 1996—1997 роках — голова ради директорів страхової компанії ВАТ «Міжнародна страхова компанія профспілок «Меско»».
З 1997 року — співголова опікунської ради Фонду розвитку парламентаризму в Росії.
У 1998—2002 роках — президент Всеросійського союзу страховиків.
У 2001 році захистив дисертацію на здобуття наукового ступеня кандидата економічних наук за спеціальністю 08.00.05 «Економіка та управління народним господарством» на тему «Організація та регулювання страхової діяльності в Російській Федерації».
У 2001—2005 роках — віцепрезидент — виконавчий секретар Російського союзу промисловців та підприємців (роботодавців).
З 2005 року — член правління Російського Союзу промисловців і підприємців, Голова Комісії РСПП зі страхової діяльності.
У 2005—2010 роках — перший віцепрезидент та керівник напряму роботи з урядовими та державними організаціями ЗАТ «Ренесанс Капітал».
З 2008 року — голова правління Інституту сучасного розвитку (головою опікунської ради є колишній президент Російської Федерації Дмитро Медведєв). 
У 2008 році увійшов до Вищої ради партії «Правое дело». У червні 2011 року Вищу раду партії, членом якої був Юргенс, було ліквідовано новим лідером Михайлом Прохоровим.
З 2009 року — член Ради при Президентові Російської Федерації зі сприяння розвитку інститутів громадянського суспільства та прав людини.
У червні 2010 року запрошений до ради громадського руху «ЗаМодернізацію.ру», до якої також входять Григорій Явлинський, Борис Тітов, Владислав Іноземцев та ін. 
З 2011 року — член опікунської ради Російської ради з міжнародних справ.
24 грудня 2011 року Ігор Юргенс взяв участь у масовому мітингу протесту проти фальсифікацій виборів до Державної Думи VI скликання в Москві на проспекті Сахарова. У 2012 році взяв участь в установчому з'їзді партії «Громадянська платформа».
З 2013 року — президент Всеросійського союзу страховиків. З 2015 року —– президент Російської спілки автостраховиків.
11 жовтня 2016 року позачергові загальні збори Всеросійського союзу страховиків завершили всі організаційні процедури формування першої саморегулюючої організації (СРО) на страховому ринку. Президентом СРО терміном на три роки призначено Ігоря Юргенса. 7 жовтня 2019 року Ігоря Юрійовича Юргенса було переобрано на новий термін.
з 31 жовтня 2016 до 2022 року був президентом Національної спілки страховиків відповідальності Російської Федерації.
З 20 лютого 2017 року — голова Ради директорів рейтингової агенції «Експерт РА».
На виборах 2018 року був зареєстрований довіреною особою кандидата Бориса Тітова.
Голова ради директорів НВО «Балтійський форум». Як голова «Балтійського форуму» Юргенс також неодноразово критикував латвійську владу за дискримінацію російськомовного населення.
У 2014 році Юргенс не підтримав російську окупацію Криму, назвавши себе послідовним противником застосування військової сили в Україні. У березні 2022 року підписав лист проти російського вторгнення в Україну.
Юргенс є професором та завідувачем кафедри управління ризиками та страхування, директором центру сталого розвитку Московського державного інституту міжнародних відносин (університету) Міністерства закордонних справ Російської Федерації; професором кафедри теорії та практики взаємодії бізнесу та влади Державного університету — Вищої школи економіки, ведучим постійно діючого практичного семінару «Особливості взаємодії бізнесу та влади в Росії». За редакцією Ігоря Юргенса опубліковано підручник «Ризик-менеджмент» (Москва, 2003). Автор численних публікацій у «Російській газеті» та інших російських ЗМІ.
Голова комітету Торгово-промислової палати Російської Федерації з фінансових ринків та кредитних організацій; член Експертної ради зі страхування та недержавного пенсійного забезпечення (член Експертної ради із законодавства про страхування) Комітету з кредитних організацій та фінансових ринків Державної думи Російської Федерації; член Громадської палати Російської Федерації (2008—2010); член Наглядової ради АТ «Російська національна перестрахувальна компанія» (РНПК), член Управляючого комітету з проекту РНПК «Ризик-Офіс», голова Комітету Наглядової ради РНПК з ризиків та ІТ; член правління Федерального фонду обов'язкового соціального страхування; член Громадської ради при Міністерстві фінансів Росії; член правління Російського союзу промисловців та підприємців, голова Комісії Російського союзу промисловців та підприємців зі страхової діяльності; член Ради при Президентові Російської Федерації з розвитку громадянського суспільства та прав людини; голова Комісії РПЛ з економічних прав і свобод та робочої групи із захисту прав автомобілістів; член Опікунської ради Національної Асоціації Заслужених лікарів Російської Федерації; член Комітету Наглядової ради з аудиту та ризиків АТ «ДОМ.РФ»; член Опікунської ради Російської ради з міжнародних справ (РСМД). Почесний генеральний консул князівства Монако.
Вільно володіє англійською та французькою мовою.

## Нагороди
- Орден Пошани (Російська Федерація) (19.11.2002)
- Орден Почесного легіону (фр. Ordre national de la Légion d'honneur) (Франція)
- Національний орден «За заслуги» (фр. I’Ordre National du Merite) (Франція)
- Орден Святого Карла (Монако)
- Орден преподобного Сергія Радонезького (Російська православна церква)
- Орден святого благовірного князя Данила Московського (Російська православна церква)
- Медаль «У пам'ять 850-річчя Москви»
- медалі